# Triết học về trí tuệ nhân tạo
Triết học trí tuệ nhân tạo là một ngành triết học nghiên cứu bản chất của trí tuệ và trí tuệ nhân tạo nhằm trả lời những câu hỏi sau:
- Máy tính có thể ứng xử thông minh hay không? Có thể giải quyết những vấn đề mà con người phải dùng suy nghĩ để giải quyết không?
- Máy tính có thể có tâm trí, hiện tượng tâm lý và ý thức như con người không? Nó có thể cảm giác không?
- Trí tuệ của con người và máy tính có giống nhau không? Phải chăng bộ não con người là một máy tính?

Ba câu hỏi trên phản ánh mối quan tâm của các nhà nghiên cứu trí tuệ nhân tạo, triết gia và các nhà nhận thức học. Câu trả lời cho những câu hỏi này phụ thuộc vào định nghĩa "trí tuệ" hay "ý thức" và cỗ máy chính xác đang được thảo luận.
Những mệnh đề quan trọng trong triết học về trí tuệ nhân tạo:
- "Quy ước tao nhã" của Turing: Nếu một cỗ máy hành xử thông minh như một con người, nó thông minh như con người.
- Đề xuất Dartmouth: "Mọi khía cạnh của việc học hay bất kỳ tính năng nào khác của trí tuệ đều có thể được mô tả chính xác tới mức máy tính có thể mô phỏng."
- Lý thuyết về hệ thống ký hiệu hình thức của Newell và Simon: "Một hệ thống ký hiệu hình thức có các phương pháp cần và đủ của hành vi thông minh nói chung."
- Lý thuyết trí tuệ nhân tạo mạnh của Searle: "Một máy tính lập trình phù hợp với các đầu ra và đầu vào đúng bằng cách nào đó sẽ có một ý thức tương tự ý thức của loài người"
- Cơ chế Hobbes: "Lý trí đơn giản là tính toán."

## Một cỗ máy có thể thể hiện như một "trí tuệ thông thường"?
Về lý thuyết hoàn toàn có thể tạo ra một cỗ máy có thể giải quyết tất cả các vấn đề của con người không? Đây là một câu hỏi được các nhà nghiên cứu trí tuệ nhân tạo quan tâm. Nó định nghĩa một phạm trù những gì các cỗ máy có thể làm trong tương lai và chỉ đường cho các nghiên cứu trí tuệ nhân tạo. Câu hỏi chú trọng vào các hành vi của máy và bỏ qua các vấn đề liên quan có thể sẽ làm các nhà tâm lý học, khoa học nhận thức hay triết học hứng thú; để trả lời câu hỏi, không quan trọng một cỗ máy có thực sự suy nghĩ (như một cá nhân) hay nó chỉ hành động như là có thể suy nghĩ.
Luận điểm cơ bản của hầu hết các nhà nghiên cứu trí tuệ nhân tạo được tóm gọn trong một câu nói, lần đầu tiên xuất hiện là ở hội nghị Dartmouth năm 1956:
| “ | Mọi khía cạnh của việc học tập hay các đặc trưng khác của trí tuệ đều có thể mô tả chính xác để có thể tạo ra một cỗ máy mô phỏng được nó. | ” |

Arguments against the basic premise must show that building a working AI system is impossible, because there is some practical limit to the abilities of computers or that there is some special quality of the human mind that is necessary for thinking and yet cannot be duplicated by a machine (or by the methods of current AI research). Arguments in favor of the basic premise must show that such a system is possible.
The first step to answering the question is to clearly define "intelligence."